# The Line (Film)
The Line ist ein Filmdrama von Ethan Berger, das im Juni 2023 beim Tribeca Film Festival seine Premiere feierte und im Oktober 2024 in die US-Kinos kam.

## Handlung
Es ist 2014, und Tom Backster befindet sich im zweiten Jahr seines Studiums. Er stammt aus einfachen Verhältnissen und ist Mitglied der Studentenverbindung Kappa nu Alpha, die ihn mit dem Who-is-Who der Finanzwelt und der Politik in Kontakt bringt. Die meisten anderen Mitglieder sind arrogante, junge weiße Männer aus reichem Elternhaus. Um nicht ausgeschlossen zu werden, beteiligt sich Tom an deren Gesprächen, in denen sie sich über angeblichen Rassismus und jedwede Inklusion lustig machen. Um besser zu ihnen zu passen, hat er sich einen starken Südstaatenakzent zugelegt.
Die Schwierigkeiten dabei beginnen, als Tom die Bekanntschaft von Annabelle macht, die von seinen Verbindungskameraden als schwarze, intellektuelle Lesbe abgetan wird.

## Produktion

### Regie und Drehbuch
Regie führte Ethan Berger, der gemeinsam mit Alex Russek auch das Drehbuch schrieb. The Line ist Bergers Spielfilmdebüt. Er stammt aus Los Angeles, machte seinen Bachelor-Abschluss in Filmwissenschaften an der Wesleyan University und begann seine Regiekarriere mit Musikvideos und Werbespots. Er war verantwortlich für eine Dokumentation über den ehemaligen Federgewichtsboxer Gabriel Ruelas.
Der im Abspann des Films erwähnte Tod von Timothy Piazza ereignete sich im Februar 2017. Der damals 19-Jährige wollte in die Studentenverbindung „Beta Theta Pi“ aufgenommen werden. Während einer Party für neue Mitglieder im Verbindungshaus der Bruderschaft auf dem Campus der Pennsylvania State University wurden ihm an mehreren „Saufstationen“ Unmengen an Alkohol eingeflößt, um seine Loyalität zur Verbindung zu testen. Man hatte ihn bewusstlos und augenscheinlich verletzt liegen gelassen und erst am nächsten Morgen den Notruf alarmiert. Piazza erlag am Tag darauf seinen schweren Gehirnverletzungen. Die Studentenverbindung und zudem acht ihrer Mitglieder persönlich wurden deshalb wegen Totschlags angeklagt.

### Besetzung und Dreharbeiten

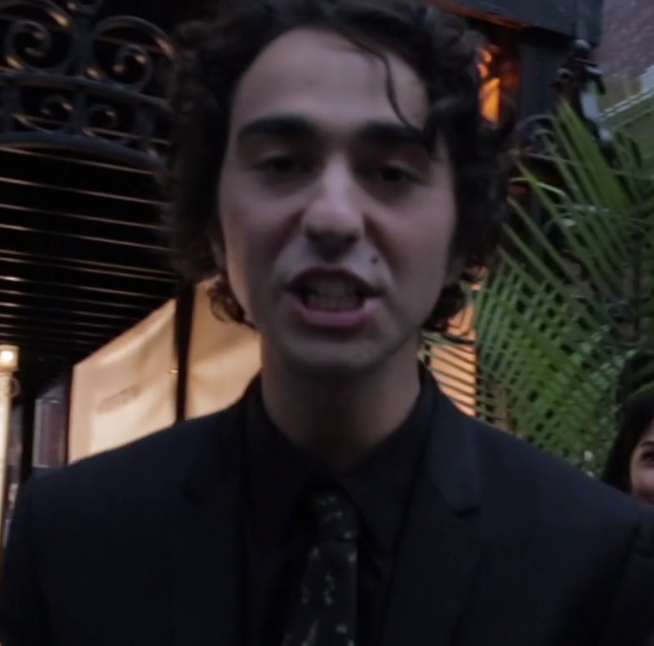
Alex Wolff spielt in der Hauptrolle Tom Backster

Alex Wolff spielt in der Hauptrolle Tom Backster. Bo Mitchell spielt seinen Verbindungsbruder Mitch Miller und John Malkovich und Denise Richards dessen Eltern Beach und Leanne. Scoot McNairy ist in der Rolle des Detectives zu sehen. Cheri Oteri spielt Jackie Backster. In weiteren Rollen sind Lewis Pullman als der Präsident ihrer Studentenverbindung Todd Stevens, Halle Bailey als die „schwarze Lesbe“ genannte Annabelle Bascom, Graham Patrick Martin als Connor Murphy, Angus Cloud als Robert „Bobby“ DeWitt und Austin Abrams als Gettys O’Brien zu sehen.
Die Dreharbeiten fanden im Januar und Februar 2022 in Oklahoma City statt. Ursprünglich waren diese bereits im Jahr 2019 geplant. Als Kameramann fungierte Stefan Weinberger.

### Filmmusik und Veröffentlichung
Die Filmmusik komponierte Daniel Rossen.
Die Premiere von The Line erfolgte am 9. Juni 2023 beim Tribeca Film Festival. Ende September, Anfang Oktober 2023 wurde der Film beim Zurich Film Festival gezeigt. Ab Anfang April 2024 wurde er beim Sarasota Film Festival vorgestellt. Am 18. Oktober 2024 kam der Film in ausgewählte US-Kinos und startete dort in der darauffolgenden Woche landesweit. Im März 2025 wurde er beim Manchester Film Festival gezeigt.

## Rezeption

### Kritiken
Von den bei Rotten Tomatoes aufgeführten Kritiken sind 80 Prozent positiv bei einer durchschnittlichen Bewertung mit 7,2 von 10 möglichen Punkten. Bei Metacritic erhielt der Film einen Metascore von 74 von 100 möglichen Punkten.

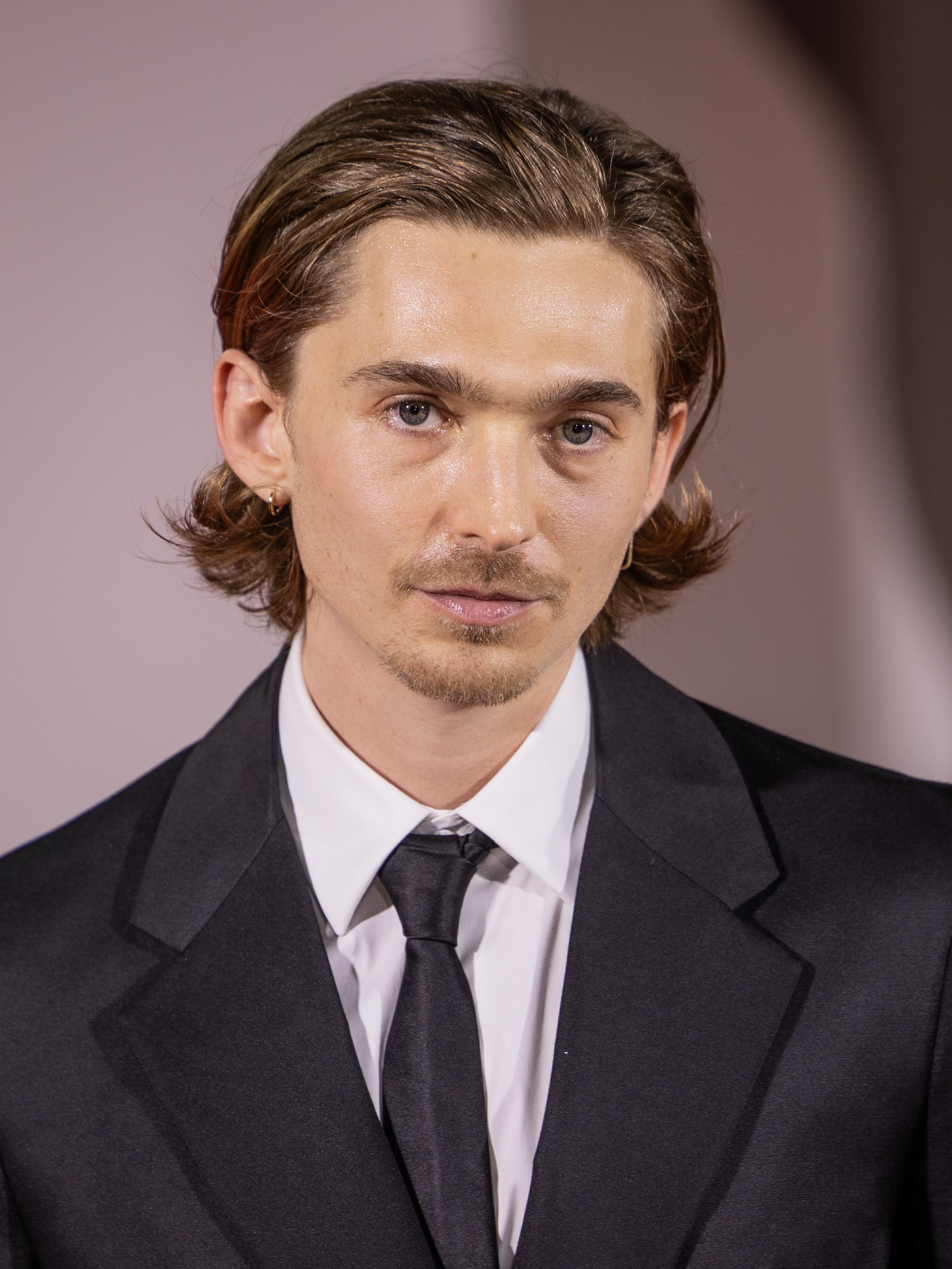
Austin Abrams spielt den Neuling Gettys O’Brien

Calum Marsh schreibt in seiner Kritik in der New York Times, Alex Wolff und Austin Abrams seien beide ausgezeichnet in den Rollen des Traditionalisten Tom Backster und des Neulings Gettys O’Brien. Sie verkörperten die Figuren mit Intensität und Überzeugung und ließen den Film auch über fragwürdige Strecken hinweg plausibel erscheinen. Wolff spiele Tom Backster mit einem starken, übertriebenen und aufgesetzten Südstaatenakzent, um besser zu seinen Mitstudenten zu passen, für die es einem Verrat gleichkommt, einen ganzen Satz zu artikulieren. Regisseur Ethan Berger gehe die Riten und Rituale der fiktiven Kappa-Nu-Alpha-Verbindung auf eine scharfsinnige anthropologische Weise an und schaffe es so, dass man das abgestandene Bier und den zerknitterten Ralph Lauren fast riechen könne. Auch wenn die Darstellung rivalisierender und homoerotischer Hypermaskulinität im Film nicht immer originell erscheine, werde sie dennoch mit Ernsthaftigkeit und Elan umgesetzt.

### Auszeichnungen
Sarasota Film Festival 2024
- Auszeichnung mit dem Rising Star Award (Austin Abrams)[20]